# 지구용사 벡터맨
《지구용사 벡터맨》은 TV판 《지구용사 벡터맨(1998)-1기》, 극장판《지구용사 벡터맨 W - 사탄제국의 대역습(1999)》, TV판 《지구용사 벡터맨2(1999)-2기》가 있다. 한국에서 《지구용사 벡터맨 1기》가 1998년에 방영되었다.《지구용사 벡터맨 1기》 종영 후, 극장판《지구용사 벡터맨 W - 사탄제국의 대역습(1999)》, TV판 《지구용사 벡터맨 2기》가 차례로 나왔다. 한국 역대 애니메이션 중 2위이며 시청률 22%를 넘은 특촬이고, 아사히TV에서 방영되어 일본 특촬팬에게 인정을 받은 작품이기도 하다.

## 방송 일시
| 방송 채널 | 방송일                             | 방송 시간 |
| --------- | ---------------------------------- | --------- |
| KBS 2TV   | 1998년 10월 30일 ~ 1999년 1월 22일 | 종료      |
| KBS 2TV   | 8월 6일 ~ 11월 19일                | 종료      |

## 등장인물

### 벡터맨 일행
- 강진호/벡터맨 타이거

배우는 1기, 2기 모두 김동규이고 성우는 강수진이다. 나이는 19세(1기) → 20세(2기). 벡터맨 3인방 중 리더에 해당하며 파이팅 스타일은 태권도이다. 파워 온 장치로 벡터맨 타이거로 변신한다. 모티브는 이름처럼 호랑이이며 본인 이름에 모티브가 되는 동물과 관련된 한자(虎)가 들어가 있다. 필살기는 불꽃파이다. 자이언트 로봇에 탑승할 때엔 기본 전투 모드가 되며 검과 방패를 주 무기로 쓰며 자이언트 로봇의 얼굴과 마크가 타이거 전용의 마크로 바뀐다. 필살기는 가슴에서 나가거나 검에서 발사되는 타이거 불꽃파. 자이언트 로봇으로 싸울 때 검을 쓰는 것은 오로지 타이거밖에 없다. 잘 생긴 외모를 자랑하고 있지만 연애에는 다소 숙맥인 듯하다.
- 조비환/벡터맨 이글

배우는 1기는 기태영, 2기는 김성수이고 성우는 최원형이다. 나이는 19세(1기) → 20세(2기). 파이팅 스타일은 킥복싱이다. 파워 온 장치로 벡터맨 이글로 변신한다. 모티브는 이름처럼 독수리이며 본인 이름에 모티브가 되는 동물과 관련된 한자(飛)가 들어가 있다. 필살기는 번개파이다. 자이언트 로봇에 탑승할 때엔 비행/스피드 타입 모드가 되며 주로 발차기와 격투를 사용하며 로봇의 얼굴과 마크가 이글 전용의 마크로 바뀐다. 외형은 고글을 쓰고 있으며 뿔이 전개된다. 필살기는 가슴에서 나가는 이글 번개파이다. 3인방 중 가장 잘 생긴 외모의 소유자이지만 좀 바람둥이 기질이 있어서 여자를 밝히는 편이다. 2기 초반에 베어와 함께 사탄제국 측과 전투를 벌이다 부상을 입으면서 배우가 교체되었다.
- 신대웅/벡터맨 베어

배우는 1기는 김혁, 2기는 함재희이고 성우는 구자형이다. 나이는 19세(1기) → 20세(2기). 파이팅 스타일은 레슬링이다. 파워 온 장치로 벡터맨 베어로 변신한다. 모티브는 이름처럼 곰이며 본인 이름에 모티브가 되는 동물과 관련된 한자(熊)가 들어가 있다. 필살기는 원형파이다. 자이언트 로봇에 탑승할 때엔 접근형/무장/파워 타입 모드가 되며 무기로 방패를 주로 사용하며 추가 무장으로 베어 캐논이 있다. 로봇의 얼굴과 마크가 베어 전용의 마크로 바뀌며 머리 양옆에 빔포가 앞으로 전개되고 얼굴에 마스크가 착용된다. 필살기는 머리 양옆에서 나가는 빔포와 방패에서 나가는 베어 원형파. 2기 초반에 이글과 함께 사탄제국 측과 전투를 벌이다 부상을 입으면서 배우가 교체되었다.
- 정단아/벡터맨 버지니아

배우는 정재연이며 성우는 함수정이다. 나이는 18세. 파이팅 스타일은 에어로빅이다. 파워 온 장치로 벡터맨 버지니아로 변신한다. 모티브는 백조이며 필살기는 스와니파이다. 2기에 합류한 신전사로 홍일점이다. 벡터맨 3인방과는 달리 변신을 해도 헬멧이 없으며 슈트도 바디슈트만 입고 있는 형태에 가깝다. 레디아 공주와 같은 해, 같은 달, 같은 날, 같은 시각에 태어난 우주의 쌍둥이다. 여전사인만큼 결코 연약한 타입의 인물이 절대 아니며 오히려 기존 벡터맨 3인방 남성들이 쩔쩔맬 정도로 강하다. 하지만 그것과 별개로 전형적인 아가씨들처럼 장미꽃을 좋아하는 면이 있어 2기 7화에서는 메두사가 이 점에 착안해 백설공주 작전을 쓰기도 했다. 그레이트 윙이라는 전용 메카가 있으며 슈퍼 자이언트 로봇에 이것이 합체되면 그레이트 자이언트 윙 로봇이 된다.

### 비너스 별 인물들
- 레옹 12세

배우는 김봉근이다. 비너스 별의 마지막 왕이자 레디아 공주, 라디아 공주의 친아버지이다. 작중 시점 이전에 이미 타계한 인물이며 1화에서 포우가 보여준 홀로그램 영상으로 등장하여 벡터맨 멤버들에게 당부를 하고 사라졌다. 그 뒤, 거대화된 괴수로 인해 벡터맨이 곤란에 처하자 다시 홀로그램으로 등장하여, 자이언트 로봇에 대해 설명해준다.
- 레디아 공주

배우는 강양화이고 성우는 함수정이다. 1기의 히로인으로 비너스 별의 공주이다. 사탄 제국의 침공으로 비너스 별이 멸망한 후 포우와 함께 훗날 자이언트 로봇이 되는 우주선을 타고 지구로 도망쳐왔다. 초반부에는 동면 캡슐 안에서 동면 상태로 등장하며 동면이 끝나 깨어난 후 본격적으로 벡터맨을 돕기 시작한다. 1기 최종화에서 사탄 제국과의 최종 결전에서 위기에 처한 벡터맨을 돕기 위해 직접 나타나 벡터맨에게 힘을 준 후 기력을 모두 소모해 사망하지만 저녁노을을 바라보는 것으로 막을 내린다. 2기에서는 이미 고인이지만 유언으로 자신과 생년월일이 같은 우주의 쌍둥이를 찾아 동료로 영입하라는 미션을 남긴다. 그 쌍둥이가 바로 2기의 히로인인 정단아/벡터맨 버지니아이다. 가족으로 아버지 레옹 12세와 여동생 라디아 공주가 있다.
- 라디아

배우는 엄지원이고 성우는 함수정이다. 2기와 극장판에 사탄 제국의 전사로 등장하는 캐릭터이다. 그러나 실은 비너스 별의 공주였으며 행성이 멸망할 때 탈출한 언니 레디아 공주와는 달리 사탄 제국 측에 잡혀 세뇌된 뒤 사탄 제국의 전사로 활동했던 것. 2기 11화에서 메두사의 계략에 속아 사탄 몬스터로 변해버려 벡터맨과 싸우게 되었지만 그레이트 자이언트 윙 로봇의 파워블레이드 썬더 빔을 맞은 뒤 버지니아의 초생명 에너지에 의해 원래대로 돌아온다. 이후 벡터맨의 기지에서 한 동안 휴식을 취했다가 최종 결전에서 메두사에 대해 복수를 하기 위해 메두사의 사탄 제국 거대 비행선을 향해 자폭을 감행하여 최후를 맞이했다. 가족으로 아버지 레옹 12세와 언니 레디아 공주가 있다.
- 포우

더빙 성우는 송덕희. 머리가 둥근 작은 로봇으로 비너스 별의 과학자였다. 비너스 별이 사탄 제국의 침공으로 멸망할 때 레디아 공주를 모시고 지구로 도망쳐 왔다. 벡터맨들의 멘토와 같은 존재이며 우주선을 벡터맨 자이언트로 개조하고 사탄 제국에 대한 정보를 알아내어 두뇌가 매우 좋은 편이다. 베어 한정으로 포우를 부르는 호칭이 따로 있는데 1기에서는 꼬마 선생, 2기에서는 포우 박사라고 한다. 그러나 포우 본인은 꼬마라고 불리는 걸 매우 싫어하여 꼬마라고 불리면 자신이 3,000살 이상이라는 것을 엄청나게 강조하면서 꼬마가 아니라고 우긴다. 로봇 명대사는 '삐리삐리 포우~'이다.

### 사탄 제국
작중 벡터맨 일행들과 비너스 별의 적대세력으로 지구를 정복하려는 흉계를 꾸미고 있는 자들이다. 그들만의 경례 구호와 동작도 있는데 오른손을 머리 위로 높이 들어올린 후 다시 어깨와 나란히 펴고 그 다음 조그식으로 가슴에 붙인다. 경례 구호는 "차 사탄"으로 머리 위로 높이 들어올렸을 때 차, 어깨와 나란히 했을 때 사, 그리고 조그식으로 가슴을 붙일 때 탄이라고 한다.
- 사탄 제왕

사탄 제국의 황제로 비너스 별을 침공해 멸망시켰고 그 다음으로 지구를 정복하려는 야심가이다. 직접적으로 등장한 적은 없고 이름만 언급된다. 메두사의 아버지이지만 직접적으로 메두사와 혈연 관계를 밝힌 적은 없고 메두사 본인도 아버지를 아버지라 부르지 않고 다른 사탄 제국 무인들과 같이 제왕님이라고 부른다. 2기 최종화에서 딸인 메두사가 벡터맨과 최종 결전을 치르다가 최후를 맞이하자 지구 정복 야망이 좌절되고 말았지만 그러면서도 끝까지 등장하지 않았다.
- 메두사

배우는 1기는 오유나이고 2기는 박미경이며 성우는 이선이다. 사탄 제국의 공주이자 지구 정복 총사령관으로 지구 정복 계획을 총지휘한다. 지구 정복 전진 기지로 1기엔 부하인 코브라를 2기엔 부하인 버그를 파견해 달 뒤에 있는 모선에서 그들을 지휘한다. 굉장히 인자함이 적은 상관(上官)으로 부하인 코브라와 버그가 실수할 때마다 반지에서 나오는 광선을 발사하여 엄하게 처벌한다. 1기 최종화에선 부하 코브라가 반역을 하여 직접 지구로 내려가 반란을 진압했지만 끝내 벡터맨에게 패배하였고 그 후 에너지를 공급하기 위해 장기 동면에 들어갔다. 2기에서 엄청 아름다운 모습으로 다시 깨어나 지구 정복에 돌입한다. 2기 11화에서 라디아 공주가 레디아 공주의 동생이란 걸 알고 몬스터로 개조시켜 토사구팽하려 했으나 실패했고 최종화에서 복수를 감행한 라디아 공주의 자폭으로 인해 모선이 파괴되면서 최후를 맞는다. 여담으로 1기 메두사를 맡은 오수민의 외모가 레디아 공주 역을 맡은 강양화보다 더 예뻐서 당시 남학생들이 오히려 메두사를 더 좋아했다는 풍문이 있다.
- 게로

배우는 1기는 유현철이고 2기는 포우와 같은 로봇의 형태가 되어 배우는 없다. 성우는 안장혁이다. 메두사 공주 뒤를 졸졸 따라다니는 환관으로 그녀의 앵무새 역할을 하고 항상 아첨하고 있다. 그 때문에 코브라가 이 인물을 매우 싫어한다. 코브라나 버그가 메두사에게 질책을 들을 때마다 옆에서 같이 거드는 게 특징인 얄미운 인물이다. 벡터맨도 존재하지 않는 자신만의 테마곡도 보유하고 있는데 캐릭터 성격상 개그 노래이다. 2기 최종화에서는 벡터맨과의 최종 결전에서 그레이트 자이언트 윙 로봇의 파워블레이드 썬더 빔에 비행선이 파괴되면서 메두사와 같이 최후를 맞이했다.
- 코브라

성우는 장승길이다. 1기의 지구 정복 선발대장으로 메두사 총사령관의 명령을 받아 지구로 파견되었다. 메두사를 제외한 모두가 '코브라 대장' 이라고 부른다. 제국 전진 기지에서 지구 침략 작전을 직접 지휘한다. 냉혹하고 야심이 많은 인물로 항상 칼을 차고 다니며 스스로도 검을 매우 잘 다룬다. 몬스터들을 보내서 벡터맨들과 맞서지만 번번이 패배하여 메두사로부터 심한 질책을 들었다. 급기야 1기 12화에서 자신이 파면되고 모선으로 귀환하라는 조치가 내려지자 반역을 결심하였고 13화에선 자신이 직접 코브라 몬스터가 되어 지구로 직접 내려온 메두사에게 대항했으나 제압된 후 몸에 폭탄을 달아 메두사의 명령을 따르는 몬스터로 개조된다. 이 때 벡터맨과 싸우다가 져서 메두사에게 살려달라고 애걸복걸을 했지만 애초부터 기폭 장치에는 폭발을 취소할 버튼이 없었다. 폭탄이 터지기 직전에 이걸 깨달은 코브라가 격분해서 메두사와 같이 죽으려고 했지만 그녀의 공격에 당해 끝내 혼자 폭사했다.
- 데빌라

성우는 강수진으로 타이거와 성우가 같다. 코브라의 부관으로 외모는 일반 사탄 제국 병사들과 같지만 머리가 백발인 게 다르다. 나긋나긋하고 여성적인 말투라 놀랄 때마다 "어머나 세상에"란 말을 달고 산다. 이런 여자 같은 말투 때문인지 1기 8화에서 가짜 레디아 공주로 변신한 적이 있고 본인 스스로 "내가 한 미모하잖아."라고 한 걸 보면 정말로 여성일 수도 있지만 확실하진 않다. 코브라 대장이 메두사에게 반역을 할 때 동조하였으나 코브라와 달리 따로 처벌을 받지는 않은 것으로 보인다. 코브라의 반란이 진압된 후로는 거의 보이질 않는다.
- 고르그

성우는 추가바람. 1기 12화에 등장한 사탄 제국의 무인으로 메두사가 코브라를 파면한 후 신임 지구 정복 선발대장으로 임명해 지구로 파견되었다. 하지만 코브라는 고르그에게 일부러 지구 정복 전진 기지의 위치를 엉뚱한 곳(설악산)으로 알려주었고 다른 한 편으로 벡터맨에게 일부러 고르그에 대한 정보를 흘려주어 벡터맨이 고르그를 제거하도록 손을 썼다. 프리징(Freezing) 초능력을 보유한 인물로 일시적으로 타이거를 마비시키는데는 성공했지만 무력 자체는 별 볼일 없어서 변신도 하지 않은 이글과 베어의 기공파를 맞고 그 자리에서 사망했을 정도로 형편없다. 2기에서 이 모델은 히드라로 재활용된다.
- 버그

성우는 이진홍이다. 2기의 지구 정복 선발대장으로 메두사 총사령관의 명령을 받아 지구로 파견되었다. 1기의 코브라와는 다르게 '버그 사령관'으로 불린다. 코브라와 마찬가지로 여러 몬스터들을 내보내 벡터맨들과 맞붙지만 번번이 패배해 메두사로부터 심한 질책을 듣고 있다. 다만 코브라보다는 훨씬 더 야심이 큰 사람으로 2기 최종화에서 지구인들을 몬스터로 개조해 자신의 군대로 삼은 뒤 메두사에게 반역을 할 계획을 세웠다. 그러나 부관 히드라의 밀고로 본인이 몬스터로 개조되었으며 이후 벡터맨과 전투를 벌이다 그레이트 자이언트 윙 로봇의 썬더 빔을 맞고 사망한다.
- 히드라

성우는 서광재이다. 버그의 부관으로 외관은 1기의 고르그와 같다. 1기의 데빌라와는 달리 다소 음흉한 성격의 소유자로 버그가 반역을 꾀하자 그대로 메두사에게 밀고하여 메두사로부터 신임 지구 정복 선발대장으로 임명되었고 이전까지 자신의 상관이었던 버그를 몬스터로 개조시켜 통제하려고 했다. 이에 격분한 버그 역시 몬스터로 변하기 직전에 히드라를 공격해서 몬스터로 만들어버렸다. 결국 히드라 본인도 몬스터가 되어 벡터맨과 전투를 벌이게 되었고 베어의 원형파에 맞아 사망한다.
- 사탄 제국 병사

사탄 제국 군대의 병사들로 소총이나 칼 등을 들고 인간들을 공격하지만 늘 벡터맨들에게 두들겨 맞는 게 일상이다. 파워는 일반 인간들보다는 강하지만 벡터맨들보다는 현저히 약하고 지능도 매우 떨어져서 조그만 속임수에도 잘 속는다.
- 사탄 몬스터

사탄 제국이 지구 정복을 위해 창조하는 전투용 괴인들이다. 스스로 생각할 수 있거나 자체적인 정신 같은 건 없으며 창조자의 통제에 따라 움직이는 듯하다. 가끔 사람의 모습으로 위장해 현혹시키는 경우도 있다. 초반에는 없었으나 1기 4화부터 사탄 제국 측에서 몬스터의 신체에 이상한 방사능 물질을 넣어 벡터맨이 기공파 공격을 쓰면 거대화를 하는 기능이 생겨났다. 주로 곤충의 형태에서 착안해 만든 것이 많다. 예산 문제 때문인지 이전에 죽었던 몬스터 일부가 재활용한 사례가 몇 차례 있다. 대부분 처음부터 몬스터인 경우이지만 인간을 몬스터로 만든 사탄 몬스터들도 등장한다.
몬스터들의 종류는 다음과 같다. 본래 인간이었던 몬스터들은 굵은 글씨체로 표기한다.
| 회차                     | 역대 사탄 몬스터들                                                    | 비고 | 퇴치자                                                                             |
| 1기 1화                  | 거미 몬스터                                                           | 타란튤라 거미가 모티브로 눈의 광선과 거미줄로 공격하는 것이 특징이다. 전체 시리즈를 통틀어 기공파 없이 순수 타격술로만 퇴치한 유일한 몬스터이다. | 벡터맨 3인방의 협공으로 퇴치                                                       |
| 1기 2화                  | 드래곤 몬스터                                                         | 엄청난 괴력을 소유한 사탄 몬스터로 본인의 괴력과 꼬리에 흐르는 전기를 사용해 공격한다. | 벡터맨 3인방의 기공파로 퇴치                                                       |
| 1기 3화                  | 개미 몬스터                                                           | 공격을 하면 오른손이 철퇴로 변하며 철퇴주먹을 휘두르는 특징이 있다. 죽었어도 머리를 완전히 없애지 않으면 머리만 남은 채로 공격한다. | 타이거의 불꽃파로 퇴치                                                             |
| 1기 4~5화                | 킹사마귀                                                              | 이 회차부터 사탄 몬스터들이 기공파를 맞은 뒤 거대화를 한다. 최초로 자이언트 로봇이 등장했다. | 타이거가 퇴치                                                                      |
| 1기 6화                  | 왕잠자리 몬스터                                                       | 잠자리 날개로 폭풍을 일으켜 공격하는 사탄 몬스터이다. | 이글이 퇴치                                                                        |
| 1기 7화                  | 소리괴물                                                              | 시끄러운 소음을 발산하여 공격하는 것이 특징이다. 극장판에서 재활용되었지만 외형 이외에 공통점은 없다. | 베어가 퇴치                                                                        |
| 1기 8화                  | 전갈 몬스터                                                           | 최초로 사람 말을 할 수 있는 몬스터로 데빌라가 둔갑한 가짜 레디아 공주를 인질로 잡는 연극을 할 때 사람 말을 했다. | 타이거가 퇴치                                                                      |
| 1기 9화                  | 하늘소 몬스터                                                         | 최초로 인간을 몬스터로 만든 사례. 레슬링 챔피언으로 베어의 레슬러 선배이기도 하다. 개조 직후엔 인간의 마음이 조금 남아 있어서 비록 외형은 괴물이 되었지만 사탄 제국 전진 기지를 스스로의 힘으로 탈출해 집으로 돌아가 가족들과 재회한다. 하지만 이미 몬스터로 변해버린 그를 아내와 아들은 전혀 알아보지 못했고 이후 그도 인간의 마음이 없어져 버렸다. 2기 최종화에서 동일한 몬스터 모델이 재활용된다.                           | 베어가 퇴치                                                                        |
| 1기 10화                 | 독벌 몬스터                                                           | 빔을 날려서 맞은 상대를 기절시킬 수 있다. | 타이거가 퇴치                                                                      |
| 1기 11화                 | 사슴벌레 몬스터                                                       | 최초로 사람으로 위장한 몬스터로 특기는 최면술이다. 자신의 눈을 주목하게 한 뒤 광선을 날려 사람들을 현혹시킨다. | 베어가 퇴치                                                                        |
| 1기 12화                 | 황금메뚜기 몬스터                                                     | 역시 사람으로 위장할 수 있는 몬스터로 사람들에게 황금을 뿌려 현혹시킨다. | 타이거가 퇴치                                                                      |
| 1기 13화                 | 박쥐 몬스터, 버팔로 몬스터, 메기 몬스터, 투구게 몬스터, 코브라 몬스터 | 이 중 코브라 몬스터는 코브라 대장이 몬스터로 개조된 것이다. 여기 나온 몬스터들 대부분은 2기에서 재활용되었다. | 벡터맨 3인방이 공동으로 퇴치                                                       |
| 2기 1화                  | 건 고릴라                                                             | 고릴라 형태의 사탄 몬스터이다. 극장판에 동일한 몬스터가 재탕되었으나 소리괴물과 마찬가지로 외형이 같은 것 외엔 공통점이 없다. | 타이거가 퇴치                                                                      |
| 2기 2화                  | 건 탱크                                                               | 자폭하면서 자이언트 로봇도 함께 파괴시켰다. | 건 탱크와 자이언트 로봇이 같이 파괴되어 퇴치자가 없다.                             |
| 2기 3화                  | 메기 몬스터                                                           | 역시 사람 말을 할 수 있는 몬스터이며 다른 몬스터와 달리 다소 장난기가 많은 성격이 있다. 전기 공격과 은신술이 특징이다. 1기의 메기 몬스터와는 외형만 같을 뿐 그 외 공통점은 없다. | 슈퍼 자이언트 로봇으로 퇴치                                                        |
| 2기 4화                  | 버팔로 몬스터                                                         | 2째로 인간을 몬스터로 만든 사례. 가수 김건무가 잠들어 있는 사이, 그에게 변이 광선을 쏘아 몬스터로 만들었다. 등에 달고 있는 막대를 꺼내 빔을 쏘거나 거대화 후에 슈퍼 자이언트 로봇에게 도발을 하는 등 약간의 지능이 있는 모습을 보인다. 1기의 버팔로 몬스터와는 외형만 같을 뿐 공통점은 없다. | 슈퍼 자이언트 로봇으로 퇴치                                                        |
| 2기 5화                  | 미라 몬스터                                                           | 박물관에 전시된 미라를 가지고 만들었다 | 그레이트 자이언트 윙 로봇으로 퇴치                                                 |
| 2기 6화                  | 사이버 몬스터                                                         | 생김새는 지네의 모습과 유사하며 오직 사이버 공간에서만 활동할 수 있는 몬스터라 컴퓨터의 전력이 공급되지 않으면 그 즉시 힘을 잃는다. | 그레이트 자이언트 윙 로봇으로 퇴치                                                 |
| 2기 7화                  | 킬 플라워                                                             | 꽃봉오리 형태의 머리를 가진 사탄 몬스터로 3번째로 인간으로 위장할 수 있는 몬스터이며 최초의 여성형 몬스터이다. 메두사가 백설공주와 일곱 난쟁이에 착안하여 만든 몬스터로 독이 든 장미꽃 향기를 맡게 하여 상대를 기절시키는 공격을 한다. | 그레이트 자이언트 윙 로봇으로 퇴치                                                 |
| 2기 8화                  | 박쥐 몬스터                                                           | 1기 최종화에 나온 박쥐 몬스터를 그대로 재탕했다. | 그레이트 자이언트 윙 로봇으로 퇴치                                                 |
| 2기 9화                  | 카멜레온 몬스터                                                       | 3번째로 인간을 몬스터로 만든 사례. 라디아의 주도하에 만들어졌으며 거액의 빚을 져서 쪼들리고 있던 사장에게 돈을 대가로 영혼을 빼앗아 변이시켰다. 그 때문에 몬스터가 되기 전부터 인간의 본성을 잃기 시작하며 잠깐이지만 몬스터로 변하는 장면이 등장한다. | 그레이트 자이언트 윙 로봇으로 퇴치                                                 |
| 2기 10화                 | 코뿔소 몬스터                                                         | 4번째로 사람으로 위장할 수 있는 몬스터이다. 어린이의 순수한 마음을 악용해 현혹시키는 방법을 쓴다. | 그레이트 자이언트 윙 로봇으로 퇴치                                                 |
| 2기 11화                 | 라디아 몬스터                                                         | 라디아에게 사탄액을 먹여 변이시킨 몬스터로 2번째 여성형 몬스터이다. 조류와 유사한 형태라 비행 능력이 있다. | 그레이트 자이언트 윙 로봇으로 퇴치                                                 |
| 2기 12~13화              | 드래곤 몬스터                                                         | 1기 2화의 드래곤과는 다른 종류의 드래곤이다. 1기의 드래곤은 악어 모습과 같다면 2기의 드래곤은 어룡에 가깝다. 소형화할 수 있으며 인간을 물어서 의식을 잃게 만든다. 최종화에서 벡터맨에게 일시적으로 퇴치되었으나 그대로 버그를 공격하여 버그를 몬스터로 만들어버렸다. | 그레이트 자이언트 윙 로봇으로 퇴치                                                 |
| 2기 13화                 | 하늘소 몬스터, 사슴벌레 몬스터                                        | 1기 최종화에 나온 그 두 몬스터와는 외형만 같을 뿐 공통점은 없다. 사슴벌레 몬스터는 히드라가 버그 몰래 별도로 제작한 몬스터이었고 하늘소 몬스터는 히드라의 배신에 분노한 버그가 히드라를 공격해 몬스터로 변이시킨 것이다. | 타이거와 베어의 기공파로 퇴치                                                      |
| 극장판 <사탄제국의 역습> | 진희 몬스터, 고릴라 몬스터, 장수풍뎅이 몬스터, 지네 몬스터            | 진희 몬스터는 4번째로 인간을 몬스터로 만든 사례이자 최초로 인간 여성을 변이시킨 몬스터, 3번째 여성형 몬스터이다. 이글의 여자친구 진희에게 변이 광선을 쏘아 변이시켰다. 몬스터이긴 하나 검은색 전신 타이츠(바디슈트)에 치마만 걸친 여성의 모습이라 모티브도 없을 뿐더러 별도의 몬스터 명칭도 없다. 고릴라 몬스터와 장수풍뎅이 몬스터, 지네 몬스터 각각 2기 1화, 1기 7화, 2기 6화의 몬스터를 재탕했지만 외형 이외 공통점은 없다. | 진희 몬스터는 기공파로 퇴치, 나머지 두 몬스터는 그레이트 자이언트 윙 로봇으로 퇴치 |

### 기타 인물
- 윤지혜

배우는 문지연이며 성우는 추가바람. 타이거의 여자친구로 1기 10화에서 등장했다. 아버지는 과학자인 윤종석 박사이다. 윤종석 박사가 코브라에게 납치당하자 아버지를 구한다면서 3일 동안 벡터맨이 되기로 하며 자신이 구하겠다고 나섰다. 원래 비너스 유전자가 없는 사람은 벡터맨이 될 수 없지만 그녀의 간절한 부탁에 포우가 3일간 효력이 지속되는 임시 유전자를 주입하고 벡터맨 팔찌를 준다. 그러나 벡터맨 천사로 각성한 후 이유를 알 수 없게도 방에서 하느님에게 혼자서 기도하다가 독벌괴물의 빔에 맞아 기절해 끌려가 감옥에 감금된다. 임시용이라서 그런지 변신은 못하고 벡터맨 천사!라 외치며 팔찌를 들어올리면 팔찌에서 레이저가 발사되어 적을 제압한다. 그렇지만 아버지인 윤종석 박사를 만나 함께 탈출을 시도하여 너무도 간단하게 성공한다. 이 때보면 보통 담이 크고 용감한 성격이 아니다.
- 윤종석 박사

윤지혜의 아버지로 직업은 과학자이다. 과학실력이 뛰어나기 때문에 코브라에게 납치당하지만, 그 이후 그를 협박하기 위한 용도로 납치되어온 딸이 시킨 것이기는 해도 코브라를 아주 제대로 물 먹이는데, 바로 코브라에게 줄 폭탄을 30초 후에 폭발시켜서 코브라의 기지를 완전히 날려버린 것이었다. 몇 초 차이로 겨우 탈출을 하며 코브라가 "두고보자 윤박사!"하며 이를 갈면서 기지에서 탈출했었고 무엇인가 코브라의 복수극이 있나 했으나 그 이후로 더 이상 등장하지 않는다.
- 진희

배우는 원효림이며 성우는 송덕희. 2기 10화와 극장판에 이글의 여자친구로 등장하는 여성이다. 그러나 이글의 여자친구라는 설정만 같을 뿐 각자 다른 인물이라 해도 무방하다. 2기 10화에서는 카멜레온 몬스터로 변하는 사장의 딸로 등장한다. 소개팅으로 이글과 만났으며 아버지와 나이 차이가 꽤 많이 나는 남동생 민호가 있다. 극장판에서는 소매치기로 위장한 사탄 병사들을 이글이 퇴치하며 그와 만나게 된다. 가족관계도 비행기 사고로 부모를 잃고 혼자 산다는 설정이다. 그러나 진희와 이글이 이어진 이면에는 사탄 제국의 계략이 숨겨져 있었고 벡터맨 일행을 따라 참관한 무술대회의 관람 도중 사탄 제국 병사들에게 변이 광선을 맞고 사탄 몬스터로 변한다. 진희가 변한 몬스터는 본편에 등장하는 인간을 변이시킨 사탄 몬스터들이 괴물의 모습을 한 것과 달리 검은색 전신 타이츠(바디슈트)에 치마만 걸치고 짙은 화장과 파인애플처럼 땋아 올린 머리를 한 여성의 모습을 하고 있다. 그러나 생김새가 인간과 흡사할 뿐 손에서 빔을 쏘거나 변신 후의 벡터맨에 맞먹는 점프력, 웃음 소리에 가까운 특유의 울음 소리만 낼 뿐 언어 능력의 부재, 본능적으로 벡터맨 일행을 공격하는 모습에서 여느 몬스터들과 차이를 보이지 않는다. 약간의 지능이 존재하는지 채찍을 주무기로 사용하며 전기 공격하여 벡터맨을 고전시킨다. 거대화없이 기공파만으로 퇴치되었으며 버지니아의 초생명 에너지에 의해 인간으로 돌아온다.
- 소현

배우는 신지수 성우는 추가바람. 이글을 매우 좋아하는 소녀로 직접 벡터맨 홈페이지까지 제작했다. 어느 날 마치 시한부 선고를 받은 소녀처럼 벡터맨들에게 메일을 보내 벡터맨들이 문병을 왔지만 알고보니 그저 맹장수술을 받은 것 뿐이었다. 그런데 사탄 제국 측에서 소현이가 제작한 홈페이지를 발견하고 히드라가 소현이의 집에 침입하여 컴퓨터에 사이버괴물을 심어놓고 달아난다. 처음에 소현이는 게임으로 착각했으나 게임이 아니라는 걸 알고 컴퓨터 전원을 꺼서 사이버괴물 퇴치에 일조했다.
- 정영웅

배우는 조중휘. 버지니아의 남동생.

## 방영 목록

### 1기
| 회차       | 부제 (서브 타이틀)    | 본 방송일        |
| 1화        | 벡터맨의 전설         | 1998년 10월 30일 |
| 2화        | 사탄의 동굴을 찾아라! | 1998년 11월 6일  |
| 3화        | 깨어나는 레디아 공주  | 1998년 11월 13일 |
| 4화        | 거대괴물 킹사마귀     | 1998년 11월 20일 |
| 5화        | 출동! 벡터맨 자이언트 | 1998년 11월 27일 |
| 6화        | 이글의 배신           | 1998년 12월 4일  |
| 7화        | 공포의 소리괴물       | 1998년 12월 11일 |
| 8화        | 가짜 레디아 공주      | 1998년 12월 18일 |
| 9화        | 아빠는 챔피언         | 1998년 12월 25일 |
| 10화       | 벡터맨 천사           | 1999년 1월 1일   |
| 11화       | 눈을 마주치지 마라    | 1999년 1월 8일   |
| 12화       | 코브라 대장의 반역    | 1999년 1월 15일  |
| 최종화(13) | 사탄제국의 최후       | 1999년 1월 22일  |

### 2기
| 회차       | 부제 (서브 타이틀)       | 본 방송일        |
| 1화        | 새로운 탄생              | 1999년 8월 6일   |
| 2화        | 안녕! 벡터맨 자이언트    | 1999년 8월 13일  |
| 3화        | 출동! 자이언트 윙        | 1999년 8월 20일  |
| 4화        | 인간 괴물의 비밀         | 1999년 8월 27일  |
| 5화        | 미라의 부활              | 1999년 9월 3일   |
| 6화        | 사이버 괴물 최후의 전투! | 1999년 9월 10일  |
| 7화        | 메두사의 백설공주 작전   | 1999년 10월 1일  |
| 8화        | 파워온 장비는 어디에?    | 1999년 10월 8일  |
| 9화        | 라디아의 햄스터 대작전   | 1999년 10월 15일 |
| 10화       | 사탄의 유혹              | 1999년 10월 22일 |
| 11화       | 가짜 벡터맨              | 1999년 11월 5일  |
| 12화       | 사탄제국의 총공습        | 1999년 11월 12일 |
| 최종화(13) | 최후의 대결              | 1999년 11월 19일 |

## 쓰인 음악들
1. 지구용사 벡터맨 - 작사:김주희, 작곡:방용석, 노래:Faith
2. 지구용사 벡터맨(오프닝 full version) - 작사:김주희, 작곡 및 편곡:방용석. 노래:Faith
3. 벡터맨을 기억해(엔딩) - 작사:김주희, 작곡:방용석, 노래:Faith
4. 지구용사 벡터맨(삽입곡 : 메두사의 테마) - 작사:김주희, 작곡:방용석
5. 지구용사 벡터맨(삽입곡 : 벡터맨 변신 테마) - 작사:김주희, 작곡:방용석, 노래:Faith
6. 지구용사 벡터맨(삽입곡 : 레디아의 테마) - 작사:김주희, 작곡:방용석
7. 지구용사 벡터맨(4화 삽입곡 : 내 이름은 게로(게로의 테마)) - 작사:김주희, 작곡 및 편곡:방용석, 노래:알렉스

## 같이 보기
- 슈퍼 전대 시리즈, 파워레인저
- 우뢰매
- 반달가면
- 수호전사 맥스맨
- 이레자이온
- 레전드히어로 삼국전
- 시공전기 레이포스